# Liste der Pfarren im Dekanat Gleisdorf
Das Dekanat Gleisdorf war ein Dekanat der römisch-katholischen Diözese Graz-Seckau.

## Pfarren mit Kirchengebäuden
| Pfarre                       | Pfarrverband | Patrozinium             | Kirchengebäude | Bild                        |
| ---------------------------- | --- | ----------------------- | --- | --------------------------- |
| Eggersdorf bei Graz          | Eggersdorf – Kumberg – St. Radegund am Schöckel                                                                   | Hl. Florian             | Pfarrkirche Eggersdorf Filialkirche Hönigtal Mariä Himmelfahrt in Kainbach bei Graz, Messkapelle Gekreuzigter Heiland auf dem Prellerberg, Messkapelle Mariä Krönung am Stuhlingeregg, Messkapelle Maria im Elend in Haselbach                                                                     | Pfarrkirche Eggersdorf      |
| Gleisdorf                    | Gleisdorf – Hartmannsdorf – Sinabelkirchen                                                                        | Hl. Laurentius          | Stadtpfarrkirche Gleisdorf Ehem. Piaristen-Klosterkirche Mariä Reinigung, Messkapelle Maria Schutz in Perlegg, Messkapelle Maria Hilf in Nitscha, Messkapelle Zur Unbefleckten Empfängnis im Pensionistenheim Gleisdorf                                                                            | Stadtpfarrkirche Gleisdorf  |
| Großsteinbach                | | Hl. Magdalena           | Pfarrkirche Großsteinbach Kirche Hll. Rochus und Sebastian in Blaindorf, Kirche Schmerzhafte Mutter in Auffen, Messkapelle hl. Johannes Nepomuk in Großhartmannsdorf | Pfarrkirche Großsteinbach   |
| Hartmannsdorf                | Gleisdorf – Hartmannsdorf – Sinabelkirchen                                                                        | Hl. Radegundis          | Pfarrkirche Hartmannsdorf Messkapelle Hl. Familie bei den Schulschwestern, Messkapelle hl. Ulrich in Ulrichsbrunn | Pfarrkirche Hartmannsdorf   |
| Kumberg                      | Eggersdorf – Kumberg – St. Radegund am Schöckel                                                                   | Hl. Stefan              | Pfarrkirche Kumberg Messkapellen: Hl. Drei Könige im Schlosse Kainberg, Hl. Maria in Pircha | Pfarrkirche Kumberg         |
| Ottendorf an der Rittschein  | Ottendorf – Ilz (Dekanat Waltersdorf) – Großwilfersdorf (Dekanat Waltersdorf) – Hainersdorf (Dekanat Waltersdorf) | Hl. Helena              | Pfarrkirche Ottendorf an der Rittschein Messkapelle Maria Königin in Ziegenberg | Pfarrkirche Waltersdorf     |
| Pischelsdorf am Kulm         | Pischelsdorf – St. Johann bei Herberstein – Stubenberg                                                            | Hll. Petrus und Paulus  | Pfarrkirche Pischelsdorf am Kulm Kirche hl. Johannes Nepomuk im Friedhof, Messkapelle Hl. Familie in Prebensdorf, Messkapelle Schmerzhafte Mutter in Hirnsdorf, Messkapelle Hl. Kreuz in Kulming, Messkapelle Maria Schutz in Gersdorf an der Feistritz, Messkapelle Hl. Dreifaltigkeit in Neudorf | Pfarrkirche Pischelsdorf    |
| Sinabelkirchen               | Gleisdorf – Hartmannsdorf – Sinabelkirchen                                                                        | Hl. Bartholomäus        | Pfarrkirche Sinabelkirchen Kirche St. Oswald in Gnies, Messkapelle Maria mit dem Kinde in Unterrettenbach | Pfarrkirche Sinabelkirchen  |
| Sankt Johann bei Herberstein | Pischelsdorf – St. Johann bei Herberstein – Stubenberg                                                            | Hl. Johannes der Täufer | Pfarrkirche St. Johann bei Herberstein Filialkirche Maria Fieberbründl, Oratorium Verkündigung des Herrn im Priorat der Benediktinerinnen von der hl. Lioba, Messkapelle Schmerzhafte Mutter am Heiligen Grab, Rosalienkapelle, Messkapelle St. Georg im Schloss Herberstein                       | Pfarrkirche Sankt Johann    |
| St. Margarethen an der Raab  | | Hl. Margareta           | Pfarrkirche St. Margarethen an der Raab Katholikentags-Gedächtniskapelle auf dem Zöbingberg | Pfarrkirche St. Margarethen |
| Sankt Radegund am Schöckel   | Eggersdorf – Kumberg – St. Radegund am Schöckel                                                                   | Hl. Radegundis          | Pfarrkirche St. Radegund am Schöckel Kirche: Gegeißelter Heiland am Kalvarienberg | Pfarrkirche St. Radegund    |
| St. Ruprecht an der Raab     | | Hl. Rupert              | Pfarrkirche St. Ruprecht Kalvarienbergkirche Breitegg, Messkapelle „Kreuzerhöhung“ in Mitterdorf | Pfarrkirche Sankt Ruprecht  |
| Stubenberg                   | Pischelsdorf – St. Johann bei Herberstein – Stubenberg                                                            | Hl. Nikolaus            | Pfarrkirche Stubenberg Messkapelle St. Paulus’ Bekehrung in der Bundessportschule Schielleiten | Pfarrkirche Stubenberg      |

## Dekanat Gleisdorf
Das ehemalige Dekanat umfasste 13 Pfarren.